# قطعنامه ۱۸۵۷ شورای امنیت
قطعنامه ۱۸۵۷ شورای امنیت سازمان ملل متحد که در تاریخ ۲۲ دسامبر ۲۰۰۸ تصویب شد، سندی بین‌المللی دربارهٔ اوضاع در مورد جمهوری دموکراتیک کنگو است. این قطعنامه طی نشست ۶۰۵۶ام با ۱۵ رای موافق، ۰ مخالف و ۰ ممتنع تصویب شد.